# Euophrys convergentis
Euophrys convergentis är en spindelart som beskrevs av Embrik Strand 1906. Euophrys convergentis ingår i släktet Euophrys och familjen hoppspindlar. Inga underarter finns listade i Catalogue of Life.